# Jugend (rivista)

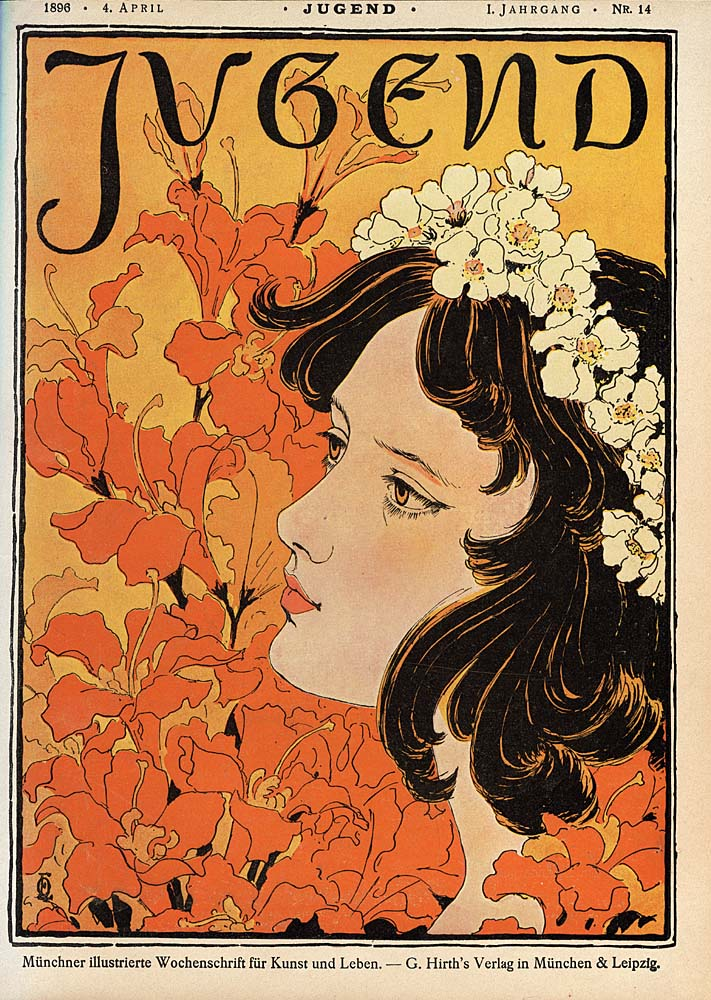
Copertina di Jugend (n. 14, 1896)

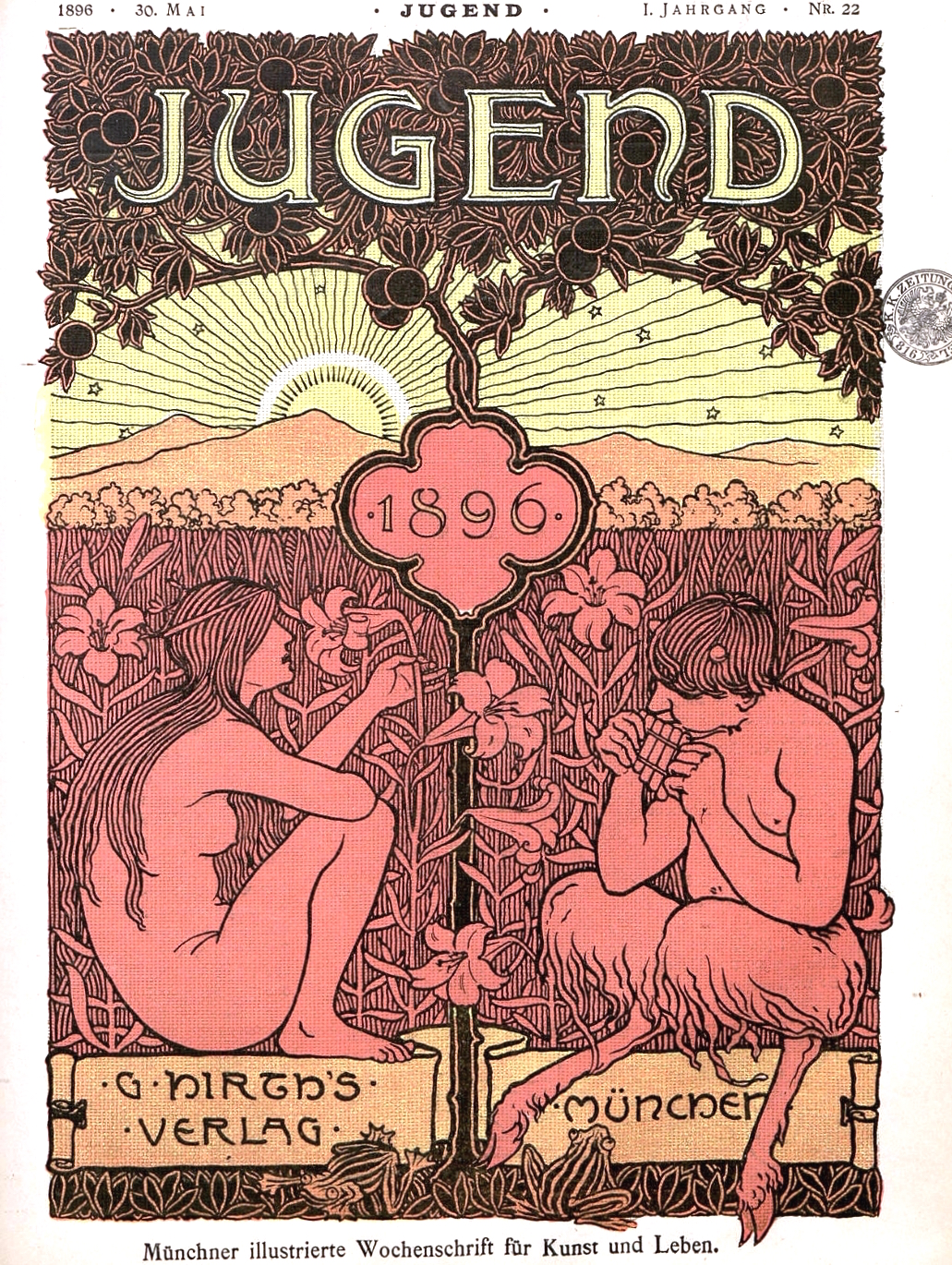
Copertina di Jugend (n. 22, 1896)

Jugend – Münchner illustrierte Wochenschrift für Kunst und Leben, ovvero Gioventù - Rivista illustrata settimanale di arte e vita, era una rivista fondata da Georg Hirth e Fritz von Ostini dedicata all'arte e alla letteratura, pubblicata a Monaco di Baviera dal 1896 fino al 1940. Dopo la morte di Hirth fu diretta da Franz Schoenberner. I caporedattori erano: Hans E. Hirsch, Theodor Riegler, Wolfgang Petzet.
Dalla rivista Jugend prese il nome lo Jugendstil, lo stile Liberty tedesco, cosa che indica come la rivista sia stata significativa per l'arte, la letteratura e soprattutto lo stile di vita liberato dalle convenzioni che Jugend propugnava: estetica, natura, nudismo venivano proposti ad una società che a quel tempo portava ancora il bustino e che era vincolata da tantissime convenzioni sociali. La rivista ebbe un impatto quasi rivoluzionario e liberatorio sui paesi di lingua tedesca.
Dal 1933 la rivista non prese le distanze dal partito nazista; ciononostante, nel 1940 venne vietata.

## Artisti
- Paul Rieth
- Hans Anetsberger
- Karl Arnold
- Ernst Barlach
- Max Bernuth
- Arnold Böcklin
- Hans Christiansen
- Julius Diez
- Theodor Doebner
- Otto Eckmann
- Reinhold Max Eichler
- Erich Erler
- Fritz Erler
- Max Feldbauer
- Gino de Finetti
- Walter Georgi
- George Grosz
- Hugo von Habermann
- Josef Hegenbarth
- Th. Th. Heine
- Ferdinand Hodler
- Paul Hoecker
- Hugo Höppener (gen. Fidus)
- Heinrich Kley
- Julius Klinger
- Max Klinger
- Alfred Kubin
- Erich Kuithan
- Franz von Lenbach
- E. M. Lilien
- Herbert Marxen
- Max Mayrshofer
- Fritz Mühlbrecht
- Adolf Münzer
- Josef Oberberger
- Leo Putz
- Paul Rieth
- Karl Rössing
- Christian Schad
- Arpad Schmidhammer
- Max Slevogt
- Ferdinand Spiegel
- Hermann Stockmann
- Paul Stollreither
- Konstantin Somoff
- Hans Thoma
- Albert Weisgerber
- Rudolf Wilke
- Heinrich Zille
- Ludwig von Zumbusch

## Autori
- Peter Paul Althaus
- Max Bernstein
- Richard Billinger
- Georg Bötticher
- Karl Ettlinger
- Ludwig Ganghofer
- Maksim Gor'kij
- Hanns von Gumppenberg
- Dora Hohlfeld
- Erich Kästner
- Hermann Kesten
- Erich Mühsam
- Roda Roda
- Jo Hanns Rösler
- Karl Scheffler
- Peter Scher
- Anton Schnack
- Edgar Steiger
- Kurt Tucholsky